# 12279 Laon
12279 Laon è un asteroide della fascia principale. Scoperto nel 1990, presenta un'orbita caratterizzata da un semiasse maggiore pari a 2,7708051 UA e da un'eccentricità di 0,0934153, inclinata di 10,26926° rispetto all'eclittica.